# Cas Neymar
El cas Neymar, també conegut com a Neymargate, fa referència a tot el conjunt de fets relacionats, directament o indirecta, amb el fitxatge per part del Futbol Club Barcelona del jugador brasiler Neymar da Silva Santos Júnior, més conegut com a Neymar Jr o simplement Neymar.
També és conegut com a cas Neymar o, majoritàriament, com a cas Neymar 1, el primer procediment judicial obert contra l'anterior president del FC Barcelona, Sandro Rosell, i el seu vicepresident esportiu i actual president, Josep Maria Bartomeu, pels presumptes delictes comesos en el fitxatge del jugador Neymar. El procediment es va tancar sense judici, ja que el president del FC Barcelona, Josep M Bartomeu, va negociar i pactar amb la fiscalia la seva resolució. El pacte exonerava de culpa el president Bartomeu i a l'anterior president, Sandro Rosell, mentre el Barça era condemnat per dos delictes fiscals a indemnitzar 9,2 milions d'euros a l'Agència Tributària i a pagar una multa de 5,5 milions d'euros amb els seus interessos de demora corresponents i les costes judicials.
També és conegut com a cas Neymar o, majoritàriament, com a cas Neymar 2 o simplement cas DIS, el segon procediment obert a l'Audiència Nacional i traslladat als jutjats de Barcelona el juny de 2019, per la denúncia per estafa i corrupció entre particulars interposada pel fons brasiler DIS en el fitxatge del jugador brasiler Neymar. El fons brasiler DIS considera que no va ingressar l'import que li corresponia, ja que era el propietari del 40% dels drets econòmics del jugador Neymar quan es va formalitzar la venda entre el Santos Futebol Clube del Brasil i el Futbol Club Barcelona. El judici pel cas Neymar 2 està programat pel dia 17 d'octubre de 2022.

## Cronologia
El cas Neymar va començar l'any 2011 sota el mandat del president Sandro Rosell, però no va transcendir a l'opinió pública fins al desembre de 2013 quan un soci del FC Barcelona, Jordi Cases, va presentar una querella contra Sandro Rosell per distracció de 40 milions d'euros. A finals de 2019, tot i que el jugador Neymar ja no era propietat del Futbol Club Barcelona, encara continuava viu, ja que el denominat cas Neymar 2, o cas DIS, seguia pendent als jutjats de Barcelonal. Dins d'aquest llarg període de més de vuit anys de cas Neymar, són especialment destacables els següents esdeveniments:

### Opció de compra
El 15 de novembre de 2011, el president del FC Barcelona, Sandro Rosell, i el vicepresident, Josep Maria Bartomeu, van signar un contracte amb l'empresa N&N Consultoria Esportiva e Empresarial Ltda., que era propietat dels pares del jugador Neymar, amb l'objectiu d'assegurar el fitxatge del jugador per a la temporada 2014-2015, en la qual ja seria un jugador lliure o free agent.
El FC Barcelona adquiria els drets del jugador Neymar per 40 M€ i es pactava una clàusula de penalització pel mateix import si no es materialitzava l'operació abans del 25 d'agost de 2014. L'acord també incorporava el projecte de contracte de treball per cinc temporades, on es garantia un sou mínim de 36.125.000 € per al jugador, i els projectes de contracte d'imatge, gestió i representació pels quals el seu agent, que era el seu pare, obtindria un 5% de tots els imports cobrats pel jugador i per les empreses del grup N&N.

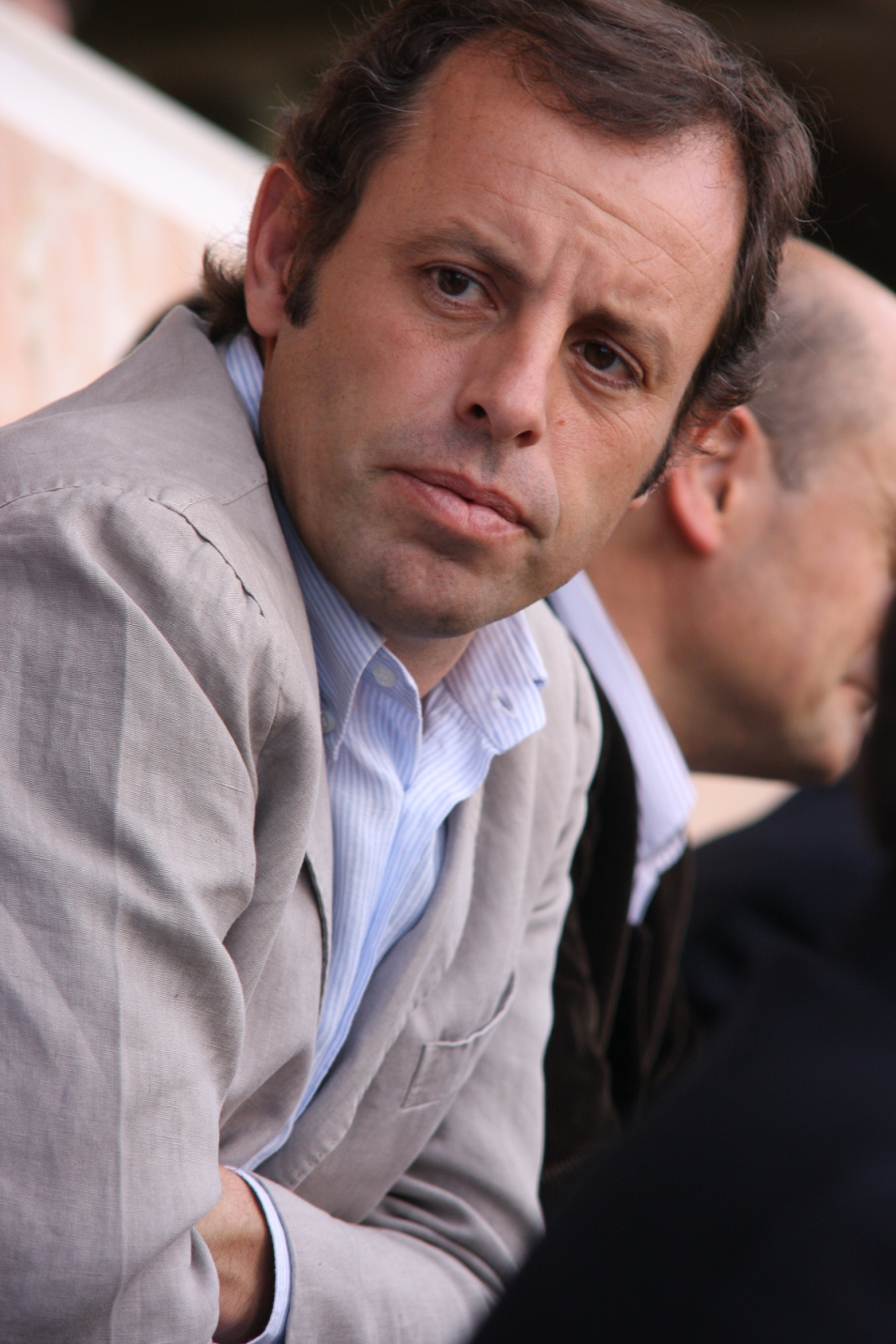
Sandro Rosell

El 6 de desembre de 2011, el president Sandro Rosell i el vicepresident econòmic Javier Faus, van signar amb l'empresa N&N, representada pel pare del jugador i pel mateix jugador, un contracte de 10 M€ en concepte de remuneració anticipada al jugador Neymar. El contracte, que va ser denominat de préstec, es va formalitzar sense cap tipus de garantia ni interessos i amb el compromís d'amortitzar-se quan es formalitzés el contracte amb el jugador.

### Fitxatge
L'any 2013, el president del FC Barcelona, Sandro Rosell, i el vicepresident, Josep Maria Bartomeu, van decidir, sense autorització expressa de la junta directiva, avançar el fitxatge del jugador Neymar. Aquest avançament implicava negociar la rescissió del contracte de Neymar amb el club Santos, que era el propietari dels drets federatius del jugador fins a la temporada següent.
El 31 de maig de 2013, el FC Barcelona i el Santos van acordar el traspàs dels drets federatius del jugador Neymar per un import de 17,1 milions d'euros. El 3 de juny de 2013, Rosell i Bartomeu van formalitzar amb l'empresa N&N el contracte de reconeixement d'incompliment del contracte signat el 15 de novembre de 2011 i van pactar pagar la indemnització de 40 milions d'euros.
El 17,1 milions pagats al Santos i els 40 milions pagats a N&N sumen els 57,1 milions d'euros que el FC Barcelona va mantenir durant un temps que era el preu oficial del traspàs. Amb la querella, en la modalitat de distracció, interposada pel soci Jordi Cases contra el president del FC Barcelona, posteriorment acceptada a tràmit pel jutge Ruz de l'Audiència Nacional, es va saber que el Barça havia signat un peculiar contracte de treball amb el jugador Neymar i diversos contractes de col·laboració amb el Santos FC i les empreses del grup N&N dels pares de Neymar amb l'objectiu d'ocultar el cost real del fitxatge.
| «               | Neymar ha costado 57,1 millones de euros y punto. | » |
| — Sandro Rosell |                                                   |   |

### Querella del soci Jordi Cases
El 6 de desembre de 2013, el soci Jordi Cases va presentar una querella contra el president del FC Barcelona, Sandro Rosell, per distracció de 40 milions d'euros en el fitxatge de Neymar. La querella es va tramitar a l'Audiència Nacional per tractar-se d'un suposat delicte comès fora de l'estat espanyol. Tres dies més tard, Sandro Rosell va qualificar la querella de temerària i va declarar que estava absolutament tranquil.
El 18 de desembre, el jutge Pablo Ruz va demanar els contractes signats amb el jugador Neymar i es va declarar competent per estudiar la querella.
El 23 de desembre de 2013, el FC Barcelona, a través del directiu Toni Freixa, va lliurar la documentació sol·licitada a la Audiència Nacional. Els contractes signats el 2011 i 2013 i les memòries dels anys 2011, 2012 i 2013.
El 24 de desembre de 2013, el directiu i secretari de la junta directiva del FC Barcelona, Toni Freixa, va enviar un burofax al soci Jordi Cases demanant-li que mantingués la confidencialitat dels contractes i reservant-se el dret d'emprendre accions legals en contra d'ell i de reclamar-li danys i perjudicis. El burofax va ser replicat per l'advocat del soci Cases amb un altre burofax.
El 10 de gener de 2014, la fiscalia de l'AN va demanar al jutge Ruz que admetés a tràmit la querella contra el president del FC Barcelona, Sandro Rosell, ja que considerava que alguns dels contractes signats entre les parts no responien al seu contingut i en alguns casos es tractaria de contractes simulats.
El 21 de gener de 2014, el FC Barcelona va proposar, mitjançant el directiu Toni Freixa, la retirada de la querella a canvi de no prendre accions legals per danys i perjudicis contra el soci Cases. El pacte no es va materialitzar, ja que el FC Barcelona no va accedir a donar el temps que demanava el soci Cases per estudiar els termes del pacte.
| «               | Le pido al juez de este caso que admita a trámite la querella y que me cite a declarar. Esto es un petición con todo el respeto que le hago al señor juez sobre este tema. | » |
| — Sandro Rosell | |   |

El 22 de gener de 2014, el jutge Ruz de l'AN, va admetre a tràmit la querella presentada contra Sandro Rosell.
El 23 de gener de 2014, el FC Barcelona va explicar en roda de premsa els detalls del fitxatge del jugador Neymar i va admetre que el seu cost havia estat de 86,2 M€.
El 24 de gener de 2014, el club i l'advocat de Cases van acordar que el dia 26 de gener es formalitzaria el mateix pacte que no s'havia materialitzat el dia 21 de gener. El dia 26 de gener, el club va ajornar la firma de l'acord al dia 27 de gener, però el dia 27, Toni Freixa va notificar a l'advocat de Cases que no hi hauria acord.
El 27 de gener de 2014, Cases i el seu advocat van anunciar en roda de premsa que no retirarien la querella fins que el club els assegurés que no hi hauria represàlies ni se'ls faria pagar indemnitzacions per danys i perjudicis.
El 29 de juliol de 2014, Jordi Cases va ampliar la querella al vicepresident esportiu, Josep M Bartomeu, i al vicepresident econòmic, Javier Faus.
El 21 d'octubre de 2014, Jordi Cases, que considerava satisfet el seu interès en saber el destí dels 40 milions d'euros, va formalitzar amb Rosell i Bartomeu els documents pels quals manifestaven que el club no prendria represàlies en contra seu ni li reclamaria danys i perjudicis.
El 21 d'octubre de 2014, Jordi Cases va retirar definitivament la querella.
El 19 de juliol de 2016, el grup d'animació Seguiment FCB va presentar un escrit a la comissió de disciplina per demanar l'obertura d'expedient disciplinari al soci Jordi Cases.
El 21 de desembre de 2016, un cop valorat el plec de descàrrecs del soci Jordi Cases, la comissió de disciplina del FC Barcelona va decidir no imposar-li cap tipus de sanció.
| «                      | Jo sóc soci del Barça, i si penso que el president o la junta directiva fa alguna cosa malament, també faria el que ha fet Jordi Cases. El Barça és un club obert, no tinc cap crítica per a ell, i segurament tothom sap més coses del fitxatge de Neymar gràcies a aquest soci. | » |
| — Josep Maria Bartomeu | |   |

### Dimissió de Sandro Rosell

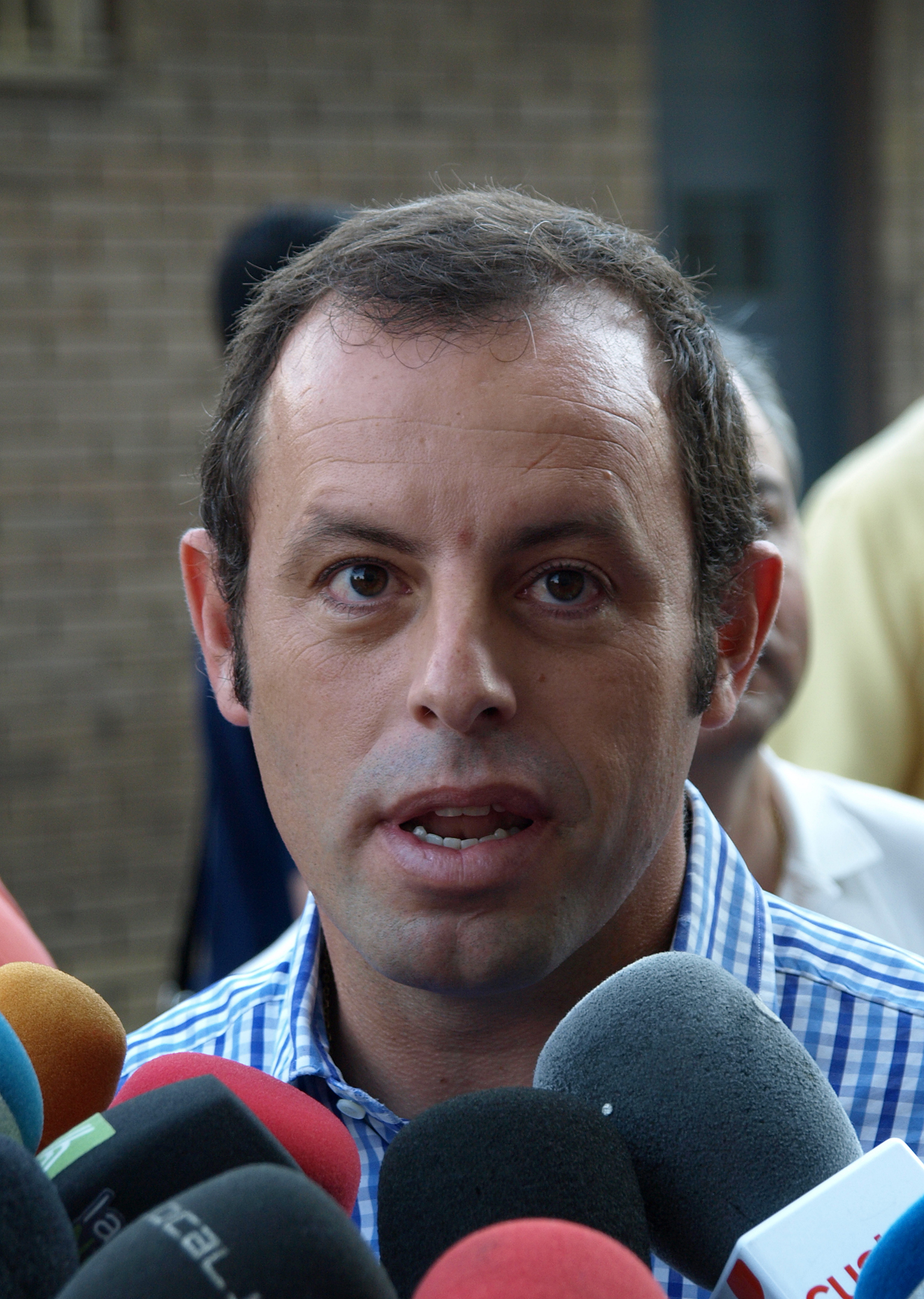
Sandro Rosell

El 23 de gener de 2014, vint-i-quatre hores després que el jutge Ruz admetés a tràmit la querella interposada pel soci del FC Barcelona, Jordi Cases, per apropiació indeguda en la modalitat de distracció, el president del FC Barcelona, Sandro Rosell, va presentar la dimissió irrevocable cedint el càrrec, d'acord amb els estatuts del club, al vicepresident Josep M Bartomeu.
Va provocar relativa sorpresa que Sandro Rosell declarés en roda de premsa que, a part de dimitir per l'acceptació de la querella i per no perjudicar la imatge del club, el motiu principal de la seva renúncia eren les amenaces a la seva família i els atacs rebuts al seu domicili -fets que encara no havien transcendit a l'opinió pública- i que no valia la pena posar en risc la seva família per seguir presidint el Barça.
Posteriorment, el 27 de juny de 2017, es va fer públic que Sandro Rosell apareixia i tenia un paper rellevant en el denominat Informe Garcia que el Comitè d'Ètica de la FIFA havia encarregat a Michael J. Garcia, exfiscal de l'FBI a Nova York, per investigar la licitació i adjudicació dels mundials de 2018 i 2022 a Qatar i Rússia. També es va saber que Garcia havia investigat, a partir de l'any 2012, la multimilionària fallida de la multinacional suïssa de màrqueting esportiu International Sport and Leisure (ISL), la filial espanyola de la qual, havia estat dirigida per Sandro Rosell.
Sandro Rosell també estava sent investigat per l'FBI des de mitjans de 2015 en el marc d'una macro operació sobre diversos alts executius de la FIFA coneguda com a Cas Fifagate en la qual també s'investigava el multimilionari contracte de patrocini de la selecció nacional de Brasil per part de la multinacional estatunidenca Nike, de la qual Sandro Rosell n'era el màxim responsable a l'Amèrica del Sud. El 23 de maig de 2017, Sandro Rosell va ser detingut per la policia espanyola en el marc de l'operació Rimet, acusat d'organització criminal i de liderar una xarxa de blanqueig de capitals provinents de comissions irregulars vinculades al món del futbol. Dos dies després va entrar a la presó i a finals de 2018 seguia en presó preventiva a l'espera de judici.
El 25 de febrer de 2019, va començar a l'Audiència Nacional el judici contra Sandro Rosell, la seva esposa, Marta Pineda, el seu soci andorrà, Joan Besolí i tres processats més. La fiscalia, que acusava Rosell de blanqueig de diners i organització criminal, li demanava onze anys de presó i cinquanta-nou milions d'euros de multa.
El 27 de febrer de 2019, dos dies després d'iniciat el judici i un cop escoltada la declaració de Sandro Rosell, el tribunal va decretar la seva llibertat provisional amb mesures cautelars.
El 24 d'abril de 2019, el tribunal el va absoldre de tots els càrrecs juntament amb la resta d'acusats.

### Tots els contractes
Amb l'acceptació a tràmit de la querella i la consegüent petició del jutge Ruz requerint al FC Barcelona tots els contractes signats amb el club Santos del Brasil, es va conèixer que s'havien formalitzat diversos contractes amb l'objectiu d'ocultar el cost real de l'operació.
Durant els mesos de maig, juny i juliol de 2015, el President del FC Barcelona, Sandro Rosell, i el vicepresident, Josep Maria Bartomeu, van signar quatre contractes, un annex i dos compromisos escrits amb el Club Santos FC del Brasil i set contractes amb el jugador Neymar, amb el pare de Neymar i amb diverses societats representades pels pares de Neymar:
El 31 de maig de 2013, es va signar el contracte de transferència definitiva dels drets econòmics i federatius del jugador Neymar per import de 17.100.000 € i un annex al contracte on s'explicitava que si després d'un procés jurídic, el Barcelona i el Santos estiguessin obligats a pagar més diners al fons brasiler DIS, tots dos clubs pagarien el 50% de la diferència entre l'import ja abonat de 6.840.000 € i el que la justícia ordenés. També es va signar el contracte per a disputar dos partits amistosos de caràcter gratuït contra el club Santos del Brasil. Un al Torneig Joan Gamper, que ja es va celebrar l'agost de 2013, i un altre a Brasil que encara no s'havia celebrat a finals de 2019.

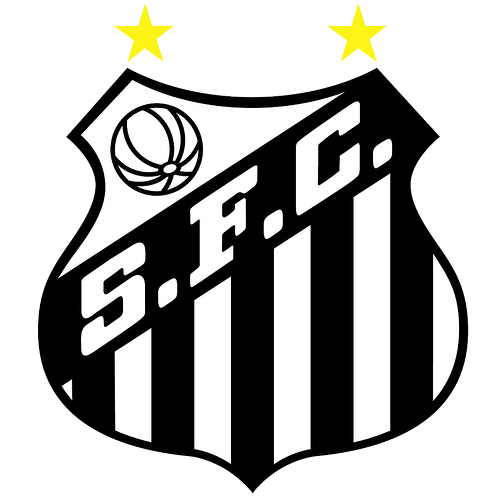
Santos Futebol Clube

El mateix dia 31 de maig, Rosell i Bartomeu van enviar dues cartes al Club Santos: una amb el compromís que el Barça abonaria 4.500.000 € en cas de no celebrar-se el partit amistós del Brasil, i una segona comprometent-se a pagar 2 M€ si Neymar era elegit un dels tres finalistes a millor jugador de la FIFA mentre continués com a membre de la plantilla del FC Barcelona.
El 25 de juliol de 2013, Rosell i Bartomeu van signar un contracte per obtenir el dret de preferència sobre tres jugadors del Santos FC per un import total de 7.900.000 €. Aquest dret preferent mai es va exercir i va caducar el 24 de setembre de 2015. Els pagaments per exercir aquests drets es van realitzar el juliol i l'agost de 2013.
El 3 de juny de 2013, a conseqüència de l'avançament del fitxatge del jugador Neymar, es van signar cinc contractes:
• La resolució del contracte formalitzat el 15 de novembre de 2011, per considerar-lo d'impossible compliment, en no tenir el jugador la condició d'agent lliure.
• El contracte de reconeixement d'incompliment del contracte formalitzat el 15 de novembre de 2011 on es van pactar les dates de pagament dels 40 milions d'indemnització. Deu milions ja s'havien pagat amb el contracte de préstec de 2011, 25 milions més es pagarien el 16 de setembre de 2013 a N&N Consultoria Esportiva i Empresarial i els 5 milions restants es pagarien el 30 de gener de 2014 a la mateixa empresa N&N.
• El contracte de treball amb el jugador Neymar Jr i el seu pare, Neymar Da Silva, en qualitat d'agent del jugador. Un dels punts del contracte estipulava el pagament, el 15 de setembre de 2013, de 8.500.000 € al jugador Neymar en concepte de prima de fitxatge. En un altre punt del contracte es garantia que el jugador Neymar cobraria en 5 anys un mínim de 45.900.000 € en lloc dels 36.125.000 € pactats al contracte de 2011.
• El contracte d'imatge amb l'empresa N&N, representada pel pare del jugador Neymar, per explotar els drets d'imatge del jugador. En un dels punts del contracte s'estipulava el pagament de 1.500.000 € el 15 de setembre de 2013 per acceptar la transferència dels seus drets federatius. També s'estipulava un pagament anual de 900.000 € per diversos conceptes, i que els ingressos anuals del jugador Neymar no podien ser inferiors a 8.100.000 €.
• El contracte de representació i gestió pel qual es fixava un 5% de tots els ingressos del jugador Neymar la retribució pels serveis professionals de l'agent del futbolista, Neymar da Silva, pare del jugador, a través de l'empresa N&N Administraçao de Bens, Participaçoes e Investimentos Ltda.
El 30 de juliol de 2013, es van signar dos contractes més:
• El contracte d'arrendament de serveis professionals amb N&N Consultoria Esportiva e Empresarial Ltda. per fer feines d'observació i seguiment de jugadors (scouting) del Santos i altres equips del Brasil, fixant una retribució de 2.000.000 € (400.000 € anuals) independentment que fructifiqués o no el dret de tanteig sobre qualsevol jugador.
• El contracte d'agència amb l'empresa NR Sports, representada pel pare del jugador Neymar, amb l'objectiu de promoure contractes de publicitat entre empreses brasileres, el jugador Neymar i el FC Barcelona. Es va pactar una retribució de 4.000.000 € (800.000 € anuals) amb independència dels èxits de les gestions.
L'11 d'abril de 2014, la web Football Leaks va publicar el contracte de treball entre el jugador Neymar i el FC Barcelona, un extens document amb moltes i variades clàusules amb l'objectiu, bàsicament, de garantir l'important volum d'ingressos pactat amb el jugador.
El gener de 2018, les autoritats judicials brasileres van aportar a les autoritats espanyoles un contracte secret signat per Rosell i Bartomeu, el 6 de maig de 2013, en el qual es garantia al jugador Neymar el cobrament de 100 milions d'euros durants els cinc anys que estigués vinculat al Barça.

### Cas Neymar 1
El cas Neymar és conegut habitualment com a cas Neymar 1 quan fa referència estricta al primer procediment judicial obert contra l'anterior president del FC Barcelona, Sandro Rosell, i el vicepresident esportiu, Josep Maria Bartomeu, per les irregularitats fiscals comeses en els contractes signats durant les negociacions pel fitxatge del jugador brasiler Neymar.

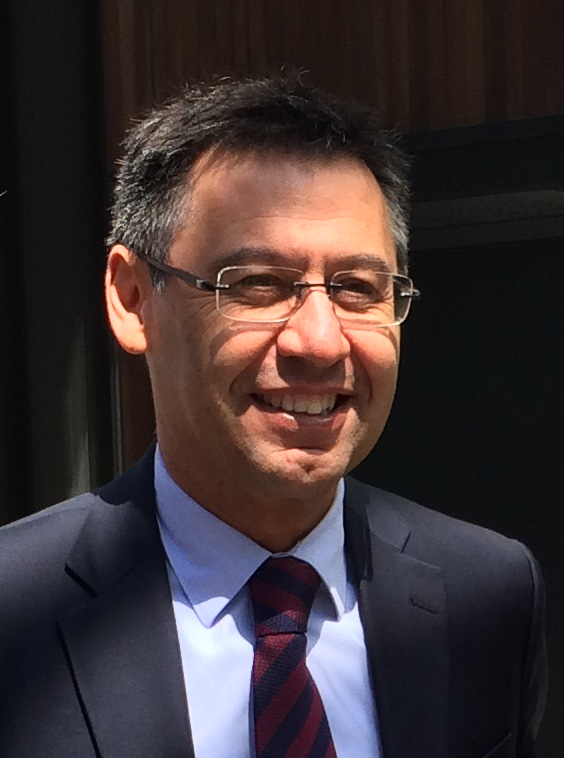
Josep M Bartomeu

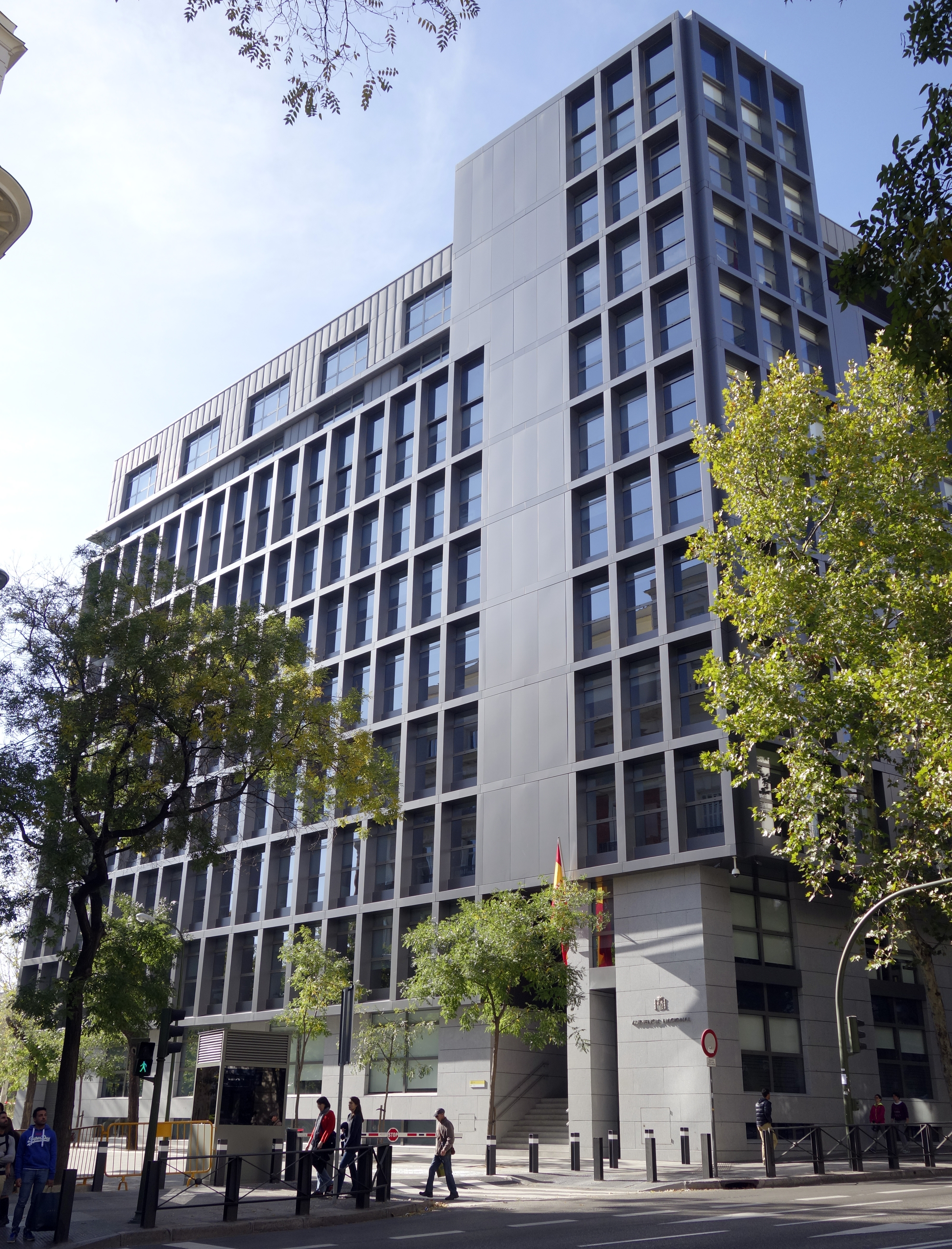
Audiencia Nacional (Madrid)

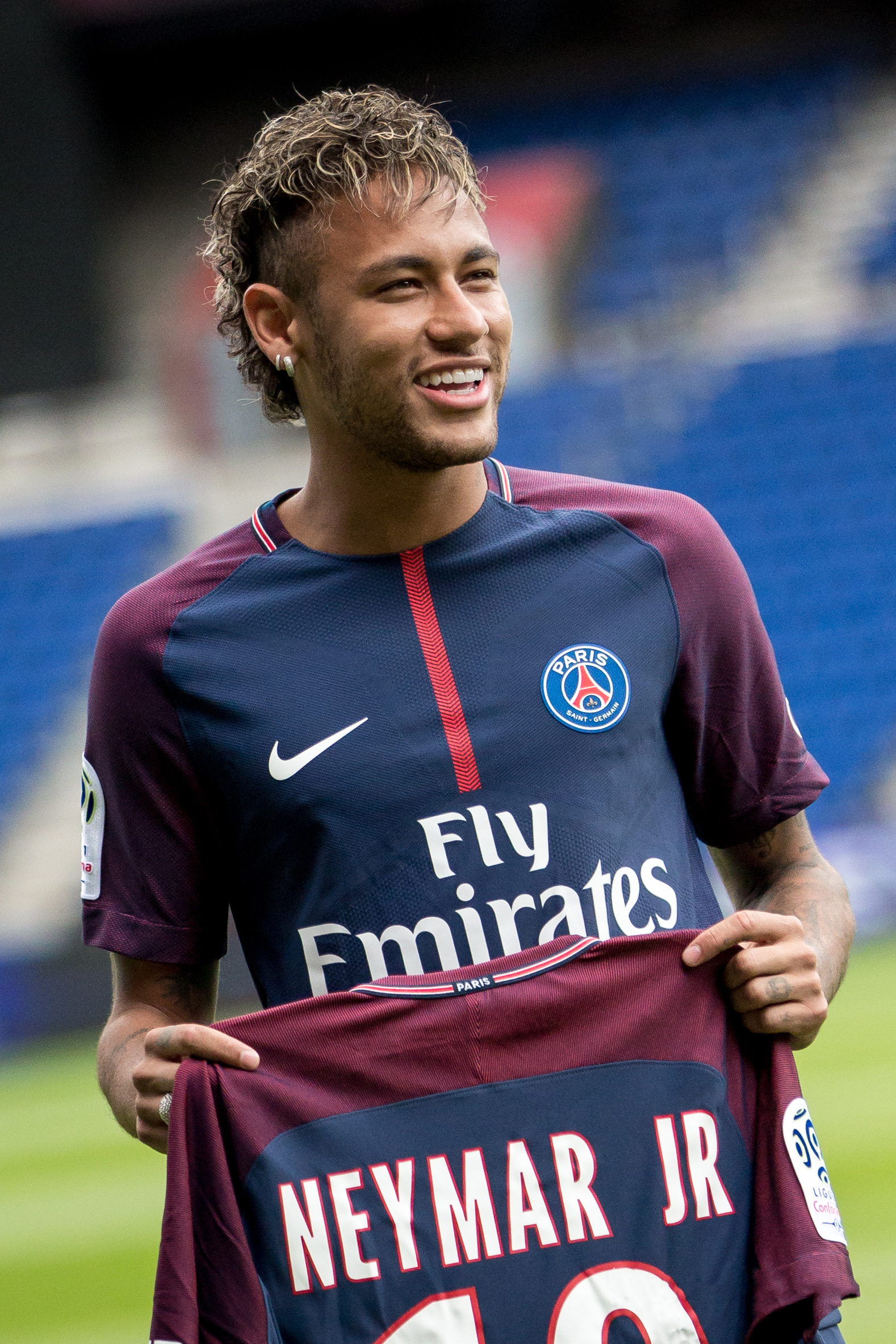
Neymar (PSG)

El cas té el seu origen en la querella presentada pel soci Jordi Cases contra Sandro Rosell per distracció de 40 milions d'euros en el fitxatge del jugador Neymar. Un cop retirada la querella per part de Cases, la fiscalia va continuar amb el procediment per considerar que hi havia suficients indicis de delicte.
El 19 de febrer de 2014, la Fiscalia va demanar la imputació del club blaugrana per haver defraudat 9,1 milions d'euros a la Hisenda Pública en l'operació per incorporar el jugador brasiler Neymar. 2.400.000 € corresponien a l'exercici 2011, i 6.786.052 € a l'exercici 2013.
El 20 de febrer del 2014, el jutge de l'Audiència Nacional, Pablo Ruz, va assumir investigar el Barça per delicte fiscal en el fitxatge de Neymar per considerar que hi havia indicis suficients de la possible comissió d'un delicte contra la Hisenda Pública per part de l'entitat FC Barcelona.
El 24 de febrer del 2014, el Barça va ingressar 13,5 milions d'euros a Hisenda pel cas Neymar. El club va declarar que ho feia per seguir amb l'estratègia marcada pels assessors fiscals i que això no implicava admetre-hi culpabilitat.
El 13 de març del 2015, el jutge Ruz va iniciar el procés contra Bartomeu, Rosell i el FC Barcelona per frau fiscal en el fitxatge de Neymar per valor de més de 13 milions d'euros en la contractació del jugador brasiler a través de simular contractes i executar operacions fraudulentes.
El 23 de març del 2015, el fiscal va demanar set anys i mig de presó per a Rosell i dos anys i tres mesos per a Bartomeu. La multa que va demanar el fiscal, José Perals, per al club blaugrana, va ser de 22 milions, a més dels 11 a què haurien de fer front solidàriament el club, l'expresident Rosell i el president Bartomeu.
El 22 de maig del 2015, l'Audiència Nacional va enviar el cas Neymar als jutjats de Barcelona i va deixar sense efecte l'ordre del jutge de tancar la instrucció i proposar l'obertura del judici oral.
El 25 de maig del 2015, els jutges de la secció tercera de la sala penal de l'Audiència Nacional van considerar que eren els òrgans territorials els que haurien de portar aquest assumpte.
El 2 de juny del 2015, el jutjat d'instrucció número 22 de Barcelona es va declarar competent després que l'Audiència Nacional considerés que la causa s'havia de remetre als jutjats de Barcelona.

### Denúncia del club Santos davant la FIFA
El maig de 2015, el club Santos va presentar una demanda davant la FIFA reclamant ser indemnitzat pels perjudicis soferts amb la venda del jugador Neymar al FC Barcelona. La demanda anava dirigida contra el Barça, el mateix Neymar, el pare de Neymar i l'empresa Neymar Sports. El juliol de 2020, el Tribunal d'Arbitratge de l'Esport (TAS) va desestimar íntegrament ladenúncia interposada pel club brasiler Santos en la qual demanava, en concepte de danys i perjudicis, 61.295.000 milions d'euros i les sancions esportives corresponents com a conseqüència del traspàs del jugador brasiler al FC Barcelona.

### Pacte amb la fiscalia
El 10 de juny de 2016, el president del FC Barcelona, Josep Maria Bartomeu, va informar a la Junta directiva de l'acord que els serveis jurídics del Club havien arribat amb la fiscalia i l'advocacia de l'estat. A canvi d'exonerar de qualsevol responsabilitat l'expresident Sandro Rosell i el president Josep Maria Bartomeu, el FC Barcelona, com a entitat jurídica, va assumir la culpabilitat en dos delictes fiscals, una multa de 5,5 milions d'euros, una indemnització superior als 9 milions d'euros i l'assumpció dels interessos de demora i de les costes judicials.
El 13 de juny de 2016, el president Bartomeu va anunciar que la Junta Directiva en sessió extraordinària havia aprovat el pacte amb la fiscalia amb el vot a favor de 14 directius, dos vots en contra i dues abstencions. Amb l'acord de la directiva, el president Bartomeu va obviar sotmetre l'acord a l'assemblea de compromissaris, a la qual només se li va demanar l'aprovació de la gestió global de la directiva.
El 21 de juny de 2016, un grup de socis encapçalats per l'expresident Joan Laporta, va presentar escrit de personació com a acusació particular per intentar evitar el pacte amb la fiscalia. Laporta considerava un greu error que fos el FC Barcelona qui pagués la multa de 5,5 milions d'euros i que acabés amb antecedents penals. El fiscal es va oposar a la personació i el jutge no la va admetre a tràmit.
El 14 de desembre de 2016, l'Audiència Provincial de Barcelona va publicar la sentència definitiva un cop evacuat el tràmit de conformitat entre la fiscalia, l'advocacia de l'estat i els lletrats del Futbol Club Barcelona.
| «                      | Si hoy tuviéramos que conseguir los derechos del jugador, volveríamos a actuar de la misma manera. | » |
| — Josep Maria Bartomeu | |   |

### Cas Neymar 2
El cas Neymar és conegut habitualment com a cas Neymar 2 o cas DIS quan fa referència estricta al segon procediment obert a l'Audiència Nacional per la denúncia interposada, pel fons brasiler DIS, per estafa i corrupció entre particulars en el fitxatge del jugador Neymar. El fons brasiler DIS, que era propietari del 40% dels drets econòmics del jugador Neymar, considerava que no havia cobrat el que li corresponia per la venda del jugador i per aquest motiu va presentar denúncia contra Neymar, els pares de Neymar, el president del FC Barcelona, Josep Maria Bartomeu, l'expresident, Sandro Rosell, i als clubs Santos i FC Barcelona com a persones jurídiques. El 17 de juny de 2015, la querella va ser admesa a tràmit per l'Audiència Nacional.
El fons DIS va cobrar el 40% del traspàs oficial que pujava a 17,1 M€, però també reclama el 40% dels contractes simulats entre el Barça i el Santos (7,9 M€ pels drets de tempteig sobre tres jugadors i 4,5 M€ per un partit amistós) i del contracte de 40 milions entre el Barça i la família Neymar per bloquejar la sortida del jugador a un altre club.
El 23 de novembre de 2016, la fiscalia va formular escrit d'acusació demanant 2 anys de presó i 10 milions d'euros de multa per al jugador i 5 anys per a l'expresident del Barça, Sandro Rosell, per delictes de corrupció i estafa en el fitxatge del davanter al fons brasiler DIS. També demanava 8,4 M€ de multa al Barça i 7 M€ de multa al Santos.
El fons DIS demana 5 anys de presó per al jugador, el seu pare, el president i expresident del Barça, Josep Bartomeu i Sandro Rosell, respectivament, i indemnitzacions multimilionàries al Barça per danys i perjudicis.
El 25 de novembre de 2018, un col·lectiu de socis del FC Barcelona, Defensem FCB, es va personar a l'Audiència Nacional com a acusació particular amb l'objectiu de protegir els interessos del FC Barcelona i evitar un nou pacte amb la fiscalia que condemnés el Barça per segona vegada.
A finals de 2018, encara no hi havia resolució sobre la personació dels socis ni sobre la data del judici.
El juny de 2019, l'Audiència Nacional va decidir, a petició de Neymar, dels seus pares i l'adhesió de la resta d'acusats, enviar als jutjats de Barcelona la causa que se segueix contra tots ells pels suposats delictes de corrupció entre particulars i estafa.
El juliol de 2022, l'Audiència de Barcelona va programar el judici pel dia 17 d'octubre del mateix any. La fiscalia va mantenir les peticions de penes que havia formulat en l'escrit d'acusació de novembre de 2016.

### Neymar fitxa pel Paris Saint-Germain
El 3 d'agost de 2017, el PSG va pagar directament al FC Barcelona la clàusula de rescissió del jugador Neymar. La lliga espanyola havia rebutjat prèviament el dipòsit de 222 milions d'euros de la clàusula per tenir dubtes ètics i financers sobre l'operació. El fitxatge representava la transferència més quantiosa mai vista en tota la història del futbol.
Amb la confirmació del fitxatge, el Barça va decidir no abonar la clàusula de renovació de 26 milions d'euros que s'havia pactat amb el jugador fer-la efectiva abans del 31 de juliol de 2017. El Barça va dipositar la prima de renovació a cal notari i va presentar una demanda contra Neymar reclamant 8,5 milions d'euros en concepte de danys i perjudicis. El jugador Neymar va respondre posant una reclamació contra el Barça a través de la FIFA, on exigia els 26 milions de la prima de renovació més un 10% en concepte d'interessos. El gener de 2018, davant la negativa a pagar-li la prima, Neymar va interposar una demanda laboral contra el FC Barcelona.
El 27 de setembre de 2019, es va celebrar el judici sense que hi hagués acord previ entre el FC Barcelona i el jugador Neymar. Tot i que el jutge va emplaçar les parts a presentar un escrit de conclusions per al 21 d'octubre de 2019, a mitjans de desembre no hi ha constància d'acord entre les parts ni de sentència definitiva.
El juny de 2020, el jutjat social número 15 de Barcelona va desestimar íntegrament la demanda del jugador brasiler i el va condemnar a retornar 6,7 milions d'euros de la prima de fitxatge cobrada en la darrera renovació del seu contracte amb el FC Barcelona.
Alguns mitjans es van fer ressò que un empleat del Barça, Andre Cury, que ja havia intervingut en el fitxatge del Neymar pel FC Barcelona, hauria cobrat 6,6 milions d'euros pel traspàs de Neymar a conseqüència d'un suposat acord amb l'expresident, Sandro Rosell, sobre els futurs traspassos del jugador. El Barça va fer públic un comunicat desmentint aquest cobrament i matisant que la vinculació contractual amb Andre Cury només afectava les tasques d'observació i seguiment de jugadors.
Amb el fitxatge del jugador Neymar pel Paris Saint-Germain FC es podria considerar que el cas Neymar s'hauria acabat definitivament, però el cert és que, a finals de 2019, el cas DIS o cas Neymar 2 encara no tenia assignada data de judici. El juliol de 2022, el judici va ser programt pel dia 17 d'octubre del mateix any. No es podrà donar per tancat el cas Neymar mentre, com a mínim, aquest judici no estigui vist per a sentència.